# Trochosa reichardtiana
Trochosa reichardtiana là một loài nhện trong họ Lycosidae.
Loài này thuộc chi Trochosa. Trochosa reichardtiana được Embrik Strand miêu tả năm 1916.